# Chronik der Stadt Düren/Vorgeschichte
Diese Liste ist eine Teilliste der Chronik der Stadt Düren. Sie listet datierte Ereignisse der Vorgeschichte Dürens auf. 

## 700
- Entstehung der ersten St. Martinkirche als Pfalzkapelle, heute Annakirche, und der Distelrather Kapelle bis 770.

## 748
- Erste urkundliche Erwähnung Dürens in den „Metzer Annalen“  als Hoftag Pippins in der „VILLA DURIA“.

## 761
- In der „Villa publica duria“, einem Reichsgut, ist das Maifeld unter König Pippin bezeugt.

## 769
- 25. Dezember: Karl der Große (768–814) feiert in der Dürener Pfalz das Weihnachtsfest.

## 770
- Die zweite St. Martinkirche wird erbaut, Fertigstellung 881.

## 774
- 7. September: Karl der Große urkundet in Düren „Dura palatio regio“ (Königspfalz in Düren).

## 775
- Karl der Große unternimmt seinen großen Sachsenfeldzug von Düren aus und versammelt hier das Heeresaufgebot. Abmarsch im August, Rückkehr im Oktober/November.
- 28. Juli: Urkunde über eine in Düren abgehaltene Kreuzprobe (Gottesurteil) zwischen dem Bischof von Paris und dem Abt von St. Denis in der Pfalzkapelle.

## 779
- Reichsversammlung in Düren unter Karl dem Großen.

## 782
- Letzter nachweisbarer Aufenthalt Karls des Großen in Düren.

## Um 800
- Düren wird von den Sachsenkriegen heimgesucht.

## 843
- 15. Dezember: Letzte urkundliche Erwähnung der Königspfalz in Düren.

## 881–882
- Zerstörung der Dürener Pfalz durch die Normannen.

## 888
- 13. Juni: Gründung des Zehnthofes, siehe auch Zehnthofstraße (Düren).

## 925
- Wieder gefestigte Verhältnisse in Düren.

## 941
- 25. November: König Otto I. schenkt dem Aachener Münster die Kirche im Hofbezirk Düren.

## 953
- Die Pfalzkapelle wird Eigentum des Aachener Marienstiftes.

## 941
- Bau der dritten St. Martinkirche (bis 1226).

## 1057
- 16. April: König Heinrich IV. schenkt Düren mit allem Zubehör dem Bischof von Verdun.

## 1064–1065
- Düren wird unter den königlichen Tafelgütern erwähnt.

## 1085
- 1. Juli: Heinrich IV. bestätigt dem Bischof von Verdun den Besitz des Königshofes Düren.